# Acacia daemon
Acacia daemon o Vachellia daemon según las taxonomías más recientes es una especie de leguminosa en la familia Fabaceae. Se encuentra solo en Cuba, confinada a la Provincia de Holguín, Guantánamo y Baracoa. Está considerada en peligro de extinción por la pérdida de hábitat.

## Taxonomía
Acacia daemon fue descrita por Ekman & Urb. y publicado en Symbolae Antillanae seu Fundamenta Florae Indiae Occidentalis 9(4): 438–439. 1928.
Sinonimia
- Feracacia daemon (Ekman & Urb.) Britton & León
- Vachellia daemon (Ekman & Urb.) Seigler & Ebinger[3]